# Mycelis muralis
Mycelis muralis este o specie de plante din familia Asteraceae, ordinul Asterales.
Plantele din specia Mycelis muralis sunt cunoscute și sub următoarele denumiri populare: crestanie, crestățea, făgețea, floarea-hoțului, foaia-făgetului, foaia-tâlharului, lăptuci, salata-iepurelui, salată-câinoasă, susai-de-munte, susai-de-pădure, susai-pădureț, susai-sălbatic, tâlhărea; a nu se confunda cu planta otrăvitoare iarba-tâlharului (Actaea spicata).

## Caractere morfologice
- Tulpina

- Frunza

- Florile

- Semințele

## Utilizare
```
Denumita si iarba tâlharului. Frunza crudă folosită prin ingerare în durerile de stomac.
```

## Imagini

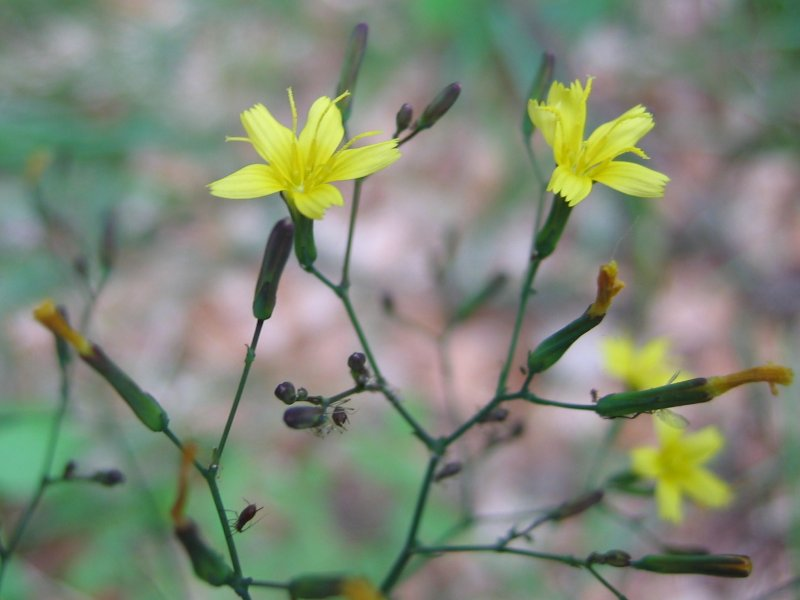
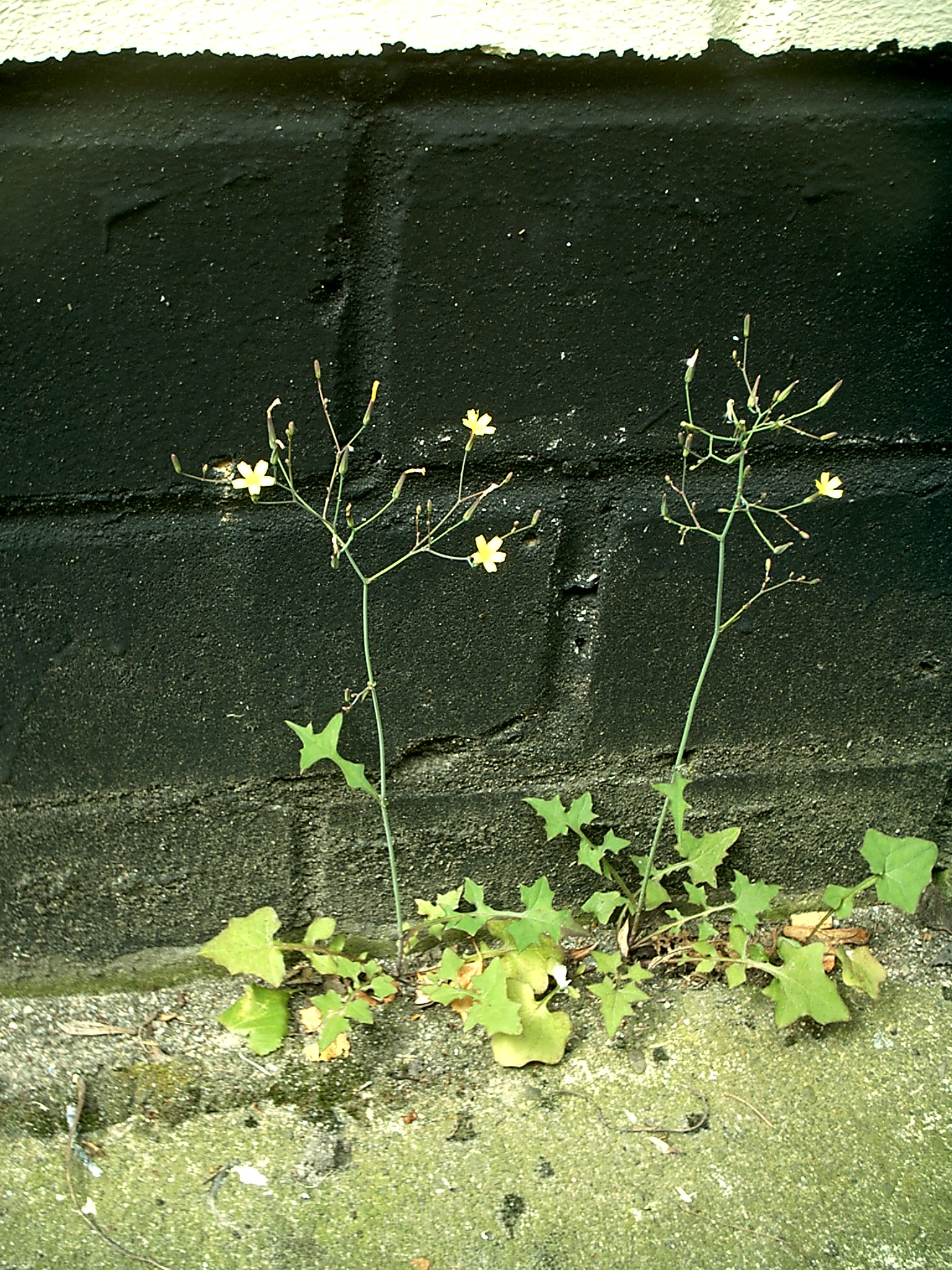
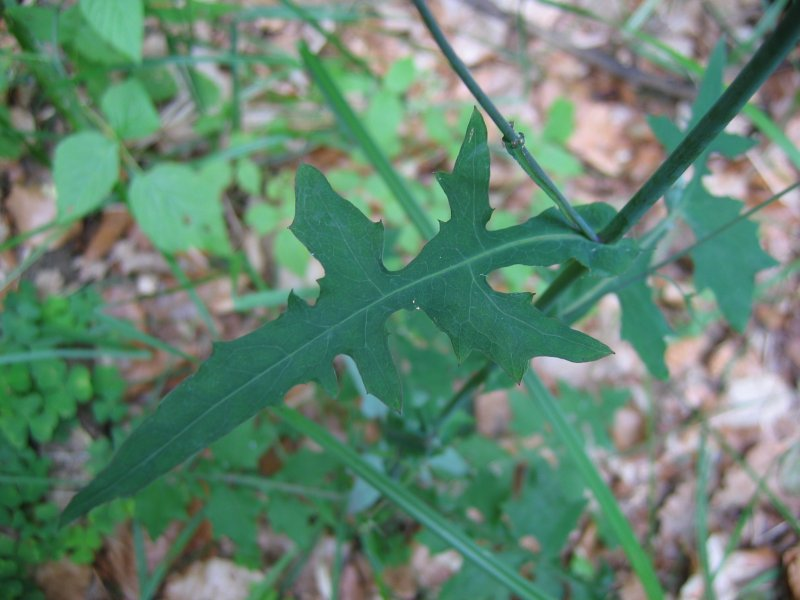